# Jim Edmonds
James Patrick Edmonds (ur. 27 czerwca 1970) – amerykański baseballista występujący na pozycji środkowozapolowego.
W czerwcu 1988 w siódmej rundzie draftu przez California Angels i początkowo występował w klubach farmerskich tego zespołu, między innymi w Vancouver Canadians, reprezentującym poziom Triple-A. W Major League Baseball zadebiutował 9 września 1993 w meczu przeciwko Detroit Tigers. W 1991 po raz pierwszy zagrał w Meczu Gwiazd.
W marcu 2000 w ramach wymiany zawodników przeszedł do St. Louis Cardinals. Jako zawodnik tego klubu osiem razy zdobył Złotą Rękawicę, raz otrzymał nagrodę Silver Slugger Award, a w sezonie 2006 wystąpił we wszystkich meczach World Series, w których Cardinals pokonali Detroit Tigers 4–1. W MLB grał jeszcze w San Diego Padres, Chicago Cubs, Milwaukee Brewers i Cincinnati Reds. 4 lutego 2011 podpisał niegwarantowany kontrakt z St. Louis Cardinals, jednak w następnym miesiącu postanowił zakończyć zawodniczą karierę.
W marcu 2013 został sprawozdawcą z meczów Cardinals na kanale Fox Sports Midwest. W 2014 został uhonorowany członkostwem w St. Louis Cardinals Hall of Fame.
| Nagroda/wyróżnienie  | Lata                   | Źródło |
| 4× All-Star          | 1995, 2000, 2003, 2005 | [ 1 ]  |
| 8× Gold Glove Award  | 1997, 1998, 2000–2005  | [ 1 ]  |
| Silver Slugger Award | 2004                   | [ 1 ]  |
| World Series         | 2006                   | [ 3 ]  |